# Pilatus PC-6
Il Pilatus PC-6 Porter è un aereo da trasporto/utility monomotore ad ala alta con capacità STOL, prodotto dall'azienda svizzera Pilatus Aircraft Ltd. dagli anni sessanta.
La sua ultima versione dotata di motore turboelica, la PC-6 Turbo-Porter. Nel 2019 è cessata la produzione.
Benché originariamente progettato per un uso civile, le sue caratteristiche ne hanno suggerito la produzione di versioni ad uso militare, tra le quali una versione prodotta su licenza dalla statunitense Fairchild Hiller.

## Storia del progetto
Il primo prototipo venne portato in volo per la prima volta il 4 maggio 1959, equipaggiato con un motore a pistoni Lycoming GSO-480-B1A6 capace di erogare una potenza pari a 340 hp (254 kW).
Al fine di fornire maggiori prestazioni, ne venne presto sviluppata una versione equipaggiata con un motore turboelica, adottando il francese Turbomeca Astazou. Il nuovo modello, designato "Turbo Porter", venne portato in volo nel 1961 ed avviato alla produzione in serie. Dal 1964 si iniziò a installare una turbina Pratt & Whitney Canada PT6A-A6 da 410 kW (550 shp).

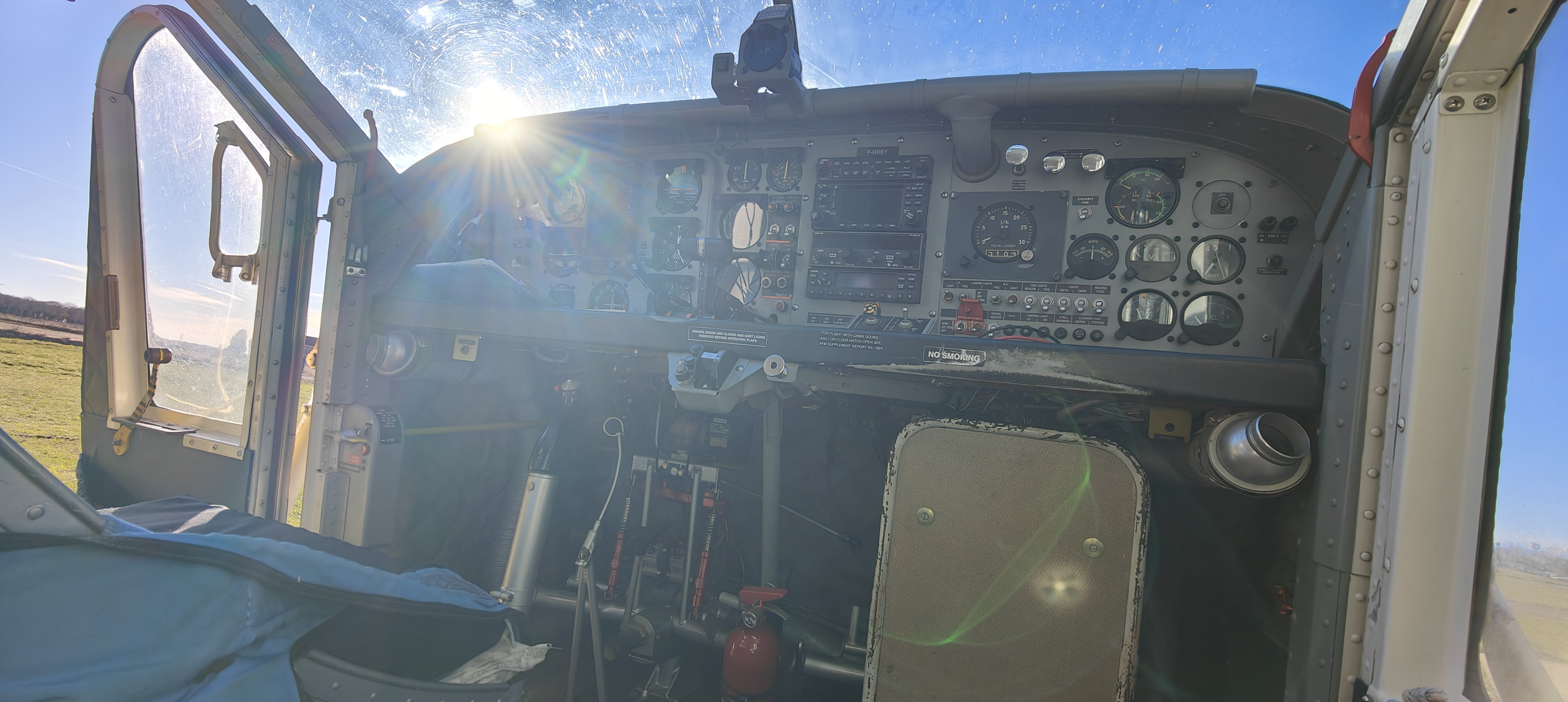
Strumentazione di bordo di un Pilatus PC-6 B2H2

Negli Stati Uniti d'America il Porter venne prodotto su licenza dalla Fairchild Aircraft che lo propose anche per il mercato militare, ottenendo una commessa da parte delle forze armate.
Venne impiegato dalla United States Air Force con la designazione AU-23A Peacemaker e dalla United States Army con il nominativo UV-20 Chiricahua.

## Impiego operativo

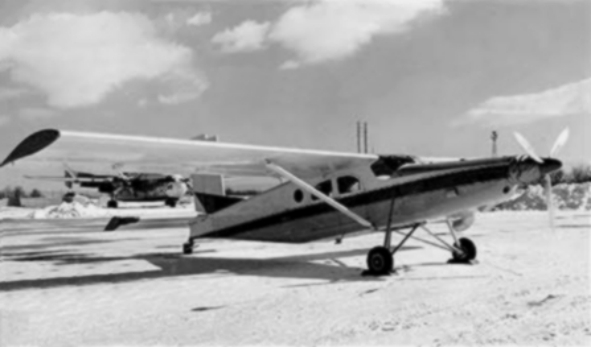
Un Fairchild Porter, versione prodotta su licenza negli Stati Uniti del Turbo Porter.

Il PC-6 è noto per le sue capacità di decollo e atterraggio STOL, tanto da essere definito dalla fabbrica "The world leading STOL". Viene ampiamente utilizzato da operatori umanitari, centri di paracadutismo e forze aeree e militari.

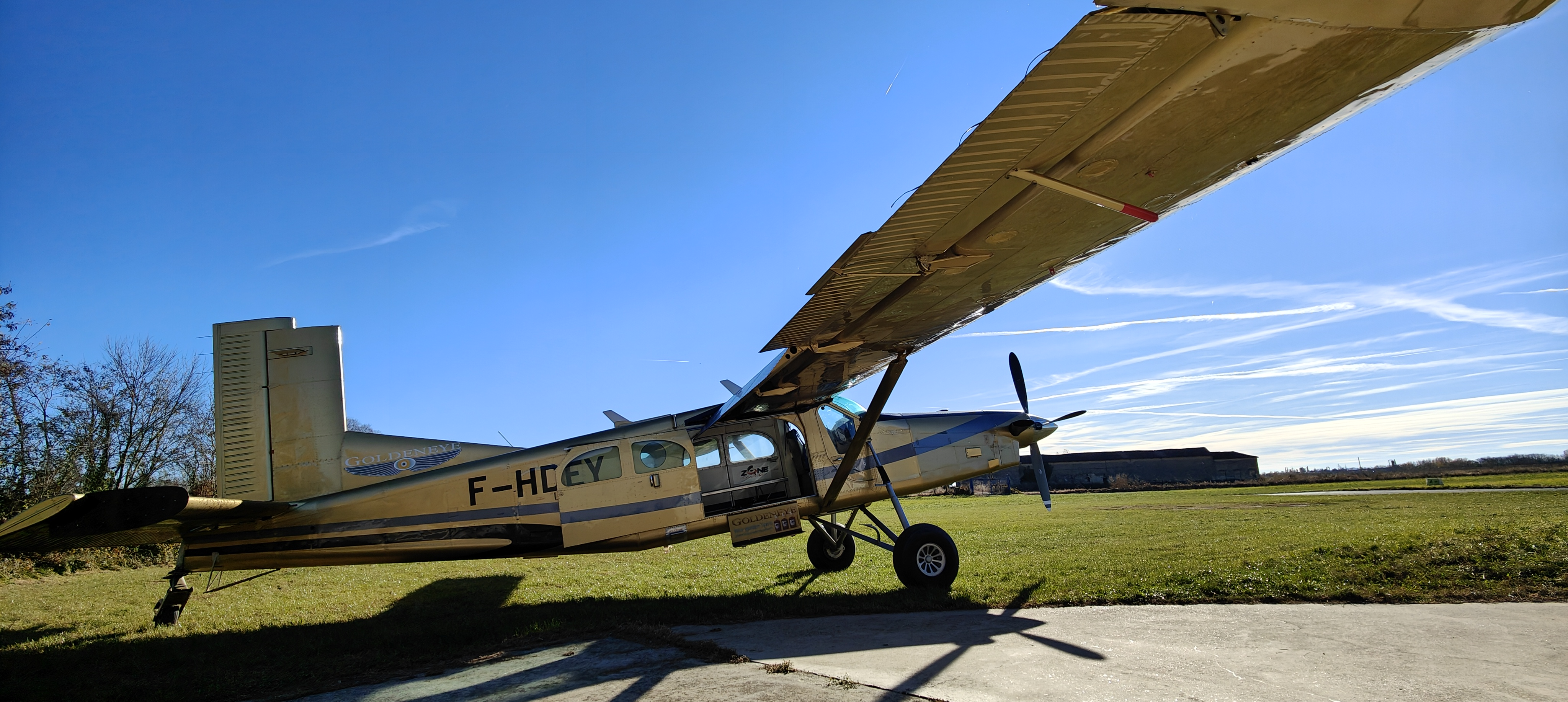
Il Pilatus Porter PC6/B2H2 "F-HDEY" che fu utilizzato nel film della serie 007 GoldenEye, allora immatricolato "HB-FFW" in forza alla Swiss Air Glaciers (1980-2007), poi a Courbessac, (distretto di Nîmes) per i lanci e ora presso l'aeroporto di Vercelli dove viene usato per lo stesso impiego

Grazie alle sue prestazioni il PC-6 è stato utilizzato per compiere alcuni record:
- Nell'aprile 1960 il PC-6 marche HB-FAN soprannominato "Yeti" (s/n 337) effettuò l'atterraggio alla quota più alta per un aeromobile ad ala fissa, posandosi sul ghiacciaio Dhaulagiri in Nepal alla quota di 5.750 m (a quella quota l'aereo è costretto a volare circa il 30% più velocemente rispetto al terreno durante l'atterraggio). L'HB-FAN è stato il primo prototipo del PC-6 (primo volo 4 maggio 1959) e, dopo aver conseguito il record nell'aprile del 1960 ebbe un incidente in atterraggio il 16 maggio 1960 a 5.200 m per il quale si decise di abbandonarlo sul passo Dambusch dove si trova tuttora.
- Il 15 novembre 1968 il PC-6/A2-H2 F-BOSZ (s/n 636) raggiunse una quota di 13.485 m segnando un record per la sua classe di peso.
- Il 15 luglio 1999 il PC-6/B2-H4 D-FAXI (s/n 862) riuscì a trainare, aggiudicandosi un record, il più grande striscione pubblicitario mai realizzato della dimensione di 1.500 m² (25 x 60 m) sui cieli di Brema, in Germania.

## Varianti
Al febbraio 2010 sono stati prodotti un totale di 553 PC-6, 461 dalla Pilatus e 92 dalla Fairchild, di cui circa 270 sono operativi. 
Il suffisso H2 descrive le macchine con 10 posti totali e 2.200 kg di peso massimo al decollo; il suffisso H4 descrive le versioni più recenti con 11 posti massimi, peso massimo al decollo di 2.800 kg, wing tip che ne aumentano l'apertura alare da 15 a 15,87 metri, carrello rinforzato e strumenti motore modificati.
PC-6 Porter
Versione iniziale con motore a pistoni sei cilindri Avco Lycoming GSO-480-B1A6 da 254 kW (340 CV) costruito in 64 esemplari (primo volo 4 maggio 1959 HB-FAN).
PC-6/275
Versione a pistoni con motore pistoni Avco Lycoming GO-480-D1A da 190 kW (260 CV) costruito in un solo esemplare (primo volo 5 febbraio 1960 HB-FAS).
PC-6/350
Versione potenziata del PC-6, con motore a iniezione Avco Lycoming IGO-540-A1A da 261 kW (350 CV) (primo volo 1º dicembre 1961 HB-FAG).
PC-6/A Turbo-Porter
Prima versione a turboelica, dotato di una turbina Turbomeca Astazou IIE 320 kW (523 CV), costruito in 35 esemplari (primo volo 2 maggio 1961 HB-FAD).
PC-6/A1 Turbo-Porter
Versione turboelica con motore Turbomeca Astazou XII da 427 kW (573 CV), prodotto in 6 esemplari (primo volo 5 maggio 1967 HB-FCT).
PC-6/Ax Turbo-Porter
Versione turboelica convertita con una turbina Turbomeca Astazou X da 427 kW (573 CV). Un esemplare convertito (primo volo nel 1964 F-BKQU).
PC-6/A2 Turbo-Porter
Versione turboelica con motore Turbomeca Astazou XIVE da 427 kW (573 CV), costruito in un esemplare (primo volo novembre 1967 F-BOSZ).
PC-6/B Turbo-Porter
Prima versione con motore turboelica PT6A, dotato di una Pratt & Whitney Canada PT6A-6A da 410 kW (550 CV) prodotto in 12 esemplari (primo volo 2 maggio 1964 N187H).
PC-6/B1 Turbo-Porter
Versione turboelica dotato di una Pratt & Whitney Canada PT6A-20 da 410 kW (550 CV), prodotto in 82 esemplari dalla Pilatus, più 12 dalla Fairchild (primo volo 18 maggio 1966 HB-FCD).
PC-6B2 Turbo-Porter
Versione turboelica con motore Pratt & Whitney Canada PT6A-27 da 507 kW (680 CV), flat rated a 550 CV, costruito in 242 esemplari dalla Pilatus, più 12 dalla Fairchild. È il modello tuttora in produzione (primo volo 9 maggio 1984 HB-FHZ).
PC-6B2&B4 STC
Versione modificata con motore Pratt & Whitney Canada PT6A-34 da 551 kW (750 CV), flat rated a 550 CV 25 esemplari convertiti (primo volo maggio 2001 F-GODZ).
PC-6/C Turbo-Porter
Versione turboelica dotata di una Garrett TPE-331-25D da 429 kW (575 CV) costruita in 8 esemplari dalla Pilatus e 26 dalla Fairchild (Primo volo ottobre 1965 N180K).
PC-6/C1 Turbo-Porter
Versione turboelica dotata di una Garrett TPE-331-1-100 da 429 kW (576 CV) prodotta in un solo esemplare (primo volo 23 gennaio 1969 HB-FEG).
PC-6/C2 Turbo-Porter
Versione sviluppata e prodotta in 36 esemplari (compresi i AU-23A) dalla Fairchild, dotata di motore Garrett TPE 331-101F da 485 kW (650 CV) (primo volo giugno 1967 N352F).
PC-6/D-H3 Porter
Un prototipo costruito con motore Avco Lycoming a pistoni turbocompresso da 373 kW (500 CV).
AU-23A Peacemaker
Versione armata, anti-insurrezione e da trasporto per la U.S. Air Force. Usata durante la Guerra del Vietnam nei primi anni settanta.
UV-20A Chiricahua
Versione da trasporto prodotta per la U.S. Army. Due UV-20A erano basati a Berlino Ovest tra gli anni settanta e ottanta.
PC-8 Twin Porter
Versione bimotore costruita nel 1967, ma successivamente non sviluppata.
Nel tempo molte versioni sono state convertite dalle versioni più vecchie a quelle più recenti equipaggiate con motore P&W Canada PT6A B2-H2 e B2-H4.

## Utilizzatori

### Civili

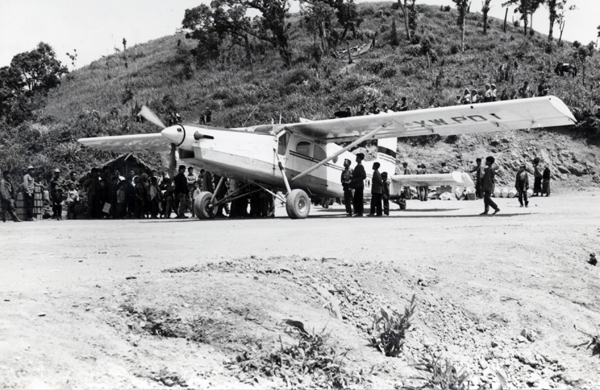
Un PC-6 Porter della compagnia aerea di copertura CIA Continental Air Service in Laos, ca. 1970.

Francia
- Air Alpes

 Indonesia
- Associated Mission Aviation
- JAARS Aviation
- Satuan Udara Pertanian
- Adventist Aviation Indonesia
- Yajasi Aviation
- Susi Air

 Nepal
- Yeti Airlines
- Royal Nepal Airlines

 Nuova Zelanda
- Mount Cook Airlines

 Russia
- Polar Airlines

 Slovenia
- AvioFun klub Koroška

 Svizzera
- Zimex Aviation

 Stati Uniti
- Air America
- Continental Air Service

### Governativi
Malaysia
- Royal Malaysian Police

 Stati Uniti
- United States Department of State

1 PC-6 in servizio al marzo 2019.
 Sudafrica
- South African Police Service

 Thailandia
- Bureau of Royal Rainmaking and Agricultural Aviation

### Militari
Algeria

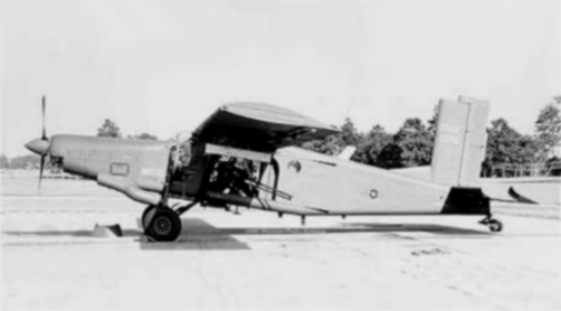
Un Fairchild AU-23A Peacemaker in sosta alla Eglin AFB, Florida nel 1972.

- Al-Quwwat al-Jawwiyya al-Jaza'iriyya

2 consegnati ed in servizio al settembre 2018.
 Angola
- Força Aérea Popular de Angola y Defesa Aérea y Antiaérea

 Argentina
- Aviación Naval

 Austria
- Österreichische Luftstreitkräfte

 Australia
- Australian Army Aviation

19 Turbo-Porters were in service with Australian Army from 1968 to 1992.
- - 6th Aviation Regiment (Australia)
    - 173rd Surveillance Squadron (Australia)

  - No. 161 Independent Reconnaissance Flight
  - No. 163 Independent Reconnaissance Flight
  - No. 171 Air Cavalry Flight
  - School Army Aviation

 Birmania
- Tatmdaw Lei

7 consegnati, 5 in servizio al dicembre 2016.
 Bolivia
- Fuerza Aérea Boliviana

 Ciad
- Force Aérienne Tchadienne

 Colombia
- Fuerza Aérea Colombiana
  - SATENA

 Ecuador
- Ejército Ecuatoriano

1 PC-6B2 in servizio al febbraio 2019.
 Emirati Arabi Uniti
- Al Imarat al Arabiyah al Muttahidah

 Francia
- Armée de l'air
- Aviation légère de l'armée de terre

5 PC-6B2-H4 ricevuti a partire dal 1992 
 Iran
- Niru-ye Havayi-ye Artesh-e Jomhuri-ye Eslami-e Iran

15 PC-6B consegnati.
 Israele
- Heyl Ha'Avir
  - 100 Squadron

 Mauritania
- Force aérienne de la République Islamique de Mauritanie

1 PC-6B-2H4 consegnato.
 Messico
- Fuerza Aérea Mexicana

Non è conosciuto il numero degli esemplari esatti consegnati, ma potrebbero essere 4 PC-6B.
 Nepal
 Oman
 Perù
 Slovenia
- Vojaško Letalstvo in Zracna Obramba Slovenske Vojske

 Svizzera
- Forze aeree svizzere

12 PC-6/H2M Poter con motori a pistoni consegnati nel 1966-1967, seguiti da 6 PC-6B2 con turboelica nel 1975-1976, standard al quale furono portati anche i primi esemplari. Due aerei persi rispettivamente nel 1993 e nel 1997, uno cannibalizzato nel 2002 dopo essere stato danneggiato in modo irreparabile. I 15 esemplari superstiti sono stati sottoposti ad un aggiornamento di cockpit ed avionica tra il 2015 e il 2017.
 Thailandia
- Kongthap Akat Thai

 Stati Uniti
- USAF

1 UV-20 in carico al 427th Special Operations Squadron all'aprile 2019.
- United States Army

## Velivoli comparabili
- PAC P-750XL
- Antonov An-2
- de Havilland Canada DHC-3 Otter
- Cessna 208
- Tecnoavia SM 92T Turbo Finist